# 头状花耳
头状花耳（学名：Dacrymyces capitatus）是属于花耳目花耳科花耳属的一种真菌，生长在阔叶树朽木上。该种分布于中国、巴西、巴拿马、芬兰、俄罗斯、阿根廷、法国、英国、突尼斯、南非、美国、荷兰、捷克斯洛伐克、瑞士、新西兰、德国、墨西哥等地。